# Хиллер, Иоганн Адам
Иоганн Адам Хиллер (нем. Johann Adam Hiller; 1728—1804) — немецкий композитор, дирижёр, музыковед

 и музыкальный педагог. Один из создателей немецкого зингшпиля.

## Биография
Иоганн Адам Хиллер родился 25 декабря 1728 года в саксонском Гёрлице. Пел в детском хоре. После смерти отца в 1734 году Хиллер в значительной степени зависел от благотворительности друзей.Он происходил из музыкальной семьи, а также изучал основы музыки у школьного учителя в своем родном городе Вендиш-Оссиг. С 1740 по 1745 год он учился в гимназии в Гёрлице, где его прекрасное сопрано принесло ему бесплатное обучение.
В 1746 году он перебрался в Дрезден, где в знаменитой школе нем. Kreuzschule был учеником Готфрида Августа Гомилиуса.

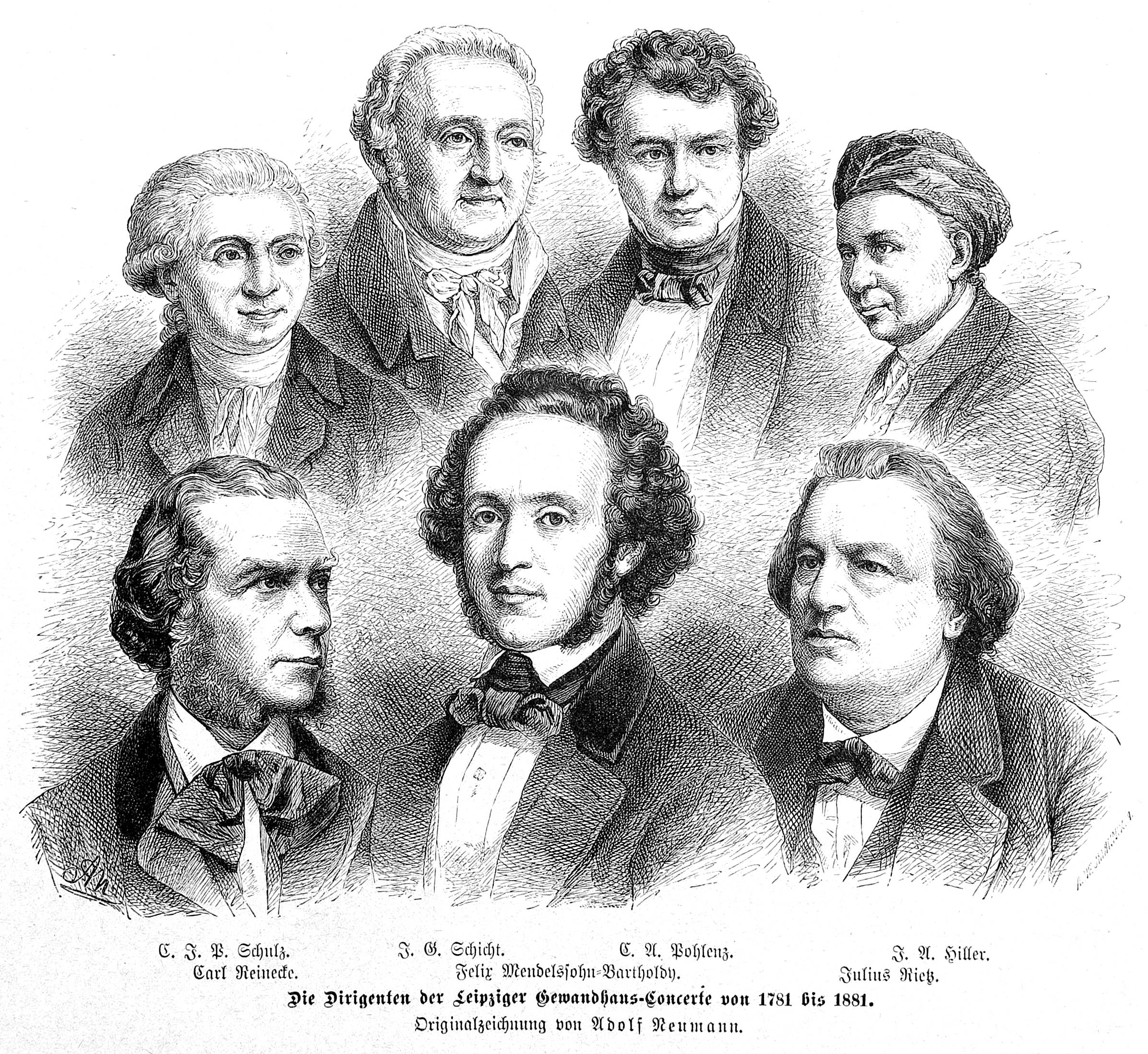

С 1751 года Хиллер обучался праву в Лейпцигском университете и в 1754 году стал домашним учителем у графа Г. А. Брюля в Дрездене. В 1758 году последовало его возвращение в Лейпциг, где Хиллер в следующем году основал первую немецкую музыкальную газету нем. Der musikalische Zeitvertreib и в 1763 году возобновил традицию основанных Иоганном Фридрихом Гледичем Больших концертов, прерванную из-за Семилетней войны.
В 1766—1770 годах он издавал музыкальный журнал нем. Wöchentlichen Nachrichten, die Musik betreffend и с 1771 года руководил известной певческой школой, выпускницами которой были, среди прочего, Гертруда Элизабет Мара, Корона Шрётер и сестры Подлесские (последние в 1832 году были инициаторами установки памятника Хиллеру в Лейпциге, который стал первым такого рода памятником города).
В 1775 году Хиллер основал также Музицирующее общество (нем. Musikübende Gesellschaft), изначально дававшее концерты в доме Апеля на Рынке и с 1781 года — в лейпцигском Гевандхаусе, что делает его фактически первым капельмейстером оркестра Гевандхауза.
С 1789 по 1801 год Иоганн Адам Хиллер был кантором Хора Святого Фомы.
Под влиянием опер Иоганна Адольфа Хассе и Карла Генриха Грауна написал несколько оперетт, из которых особенно известны: «Die Jagd», «Der Dorfbarbier», «Die verwandelten Weiber». Писал ещё симфонии, песни (101), псалмы, мотеты. Целый ряд его произведений, в первую очередь, зингшпилей был поставлен на сцене лейпцигского театра. Хиллер также писал песни, проникнутые духом сентиментализма и обращенные к широкому кругу любителей музыки.
Из литературных произведений Хиллера пользовались успехом: «Abhandlung von der Nachahmung der Natur in der Musik» (1753) и «Ueber Metastasio u. seine Werke» (1786).
В 1784 году Хиллер издал один из первых музыкально-биографических словарей.
Иоганн Адам Хиллер умер 16 июня 1804 года в городе Лейпциге и был похоронен на Старом кладбище св. Иоанна.